# آلبرتو موراویا
آلبرتو موراویا (به ایتالیایی: Alberto Moravia) (نام اصلی آلبرتو پینکِرْلِه) (زاده ۲۸ نوامبر ۱۹۰۷ - درگذشته ۲۶ سپتامبر ۱۹۹۰) یکی از رمان‌نویسان برجسته ایتالیا در سدهٔ بیستم بود.
موضوعات آثار او جنسیت، بیگانگی و وجودگرایی بود. معروف‌ترین اثر او رمان ضد فاشیستی دنباله‌رو است.

## زندگی
آلبرتو موراویا که نام اصلی اش آلبرتو پینکرله بود، در ۲۸ نوامبر ۱۹۰۷ در رم به دنیا آمد. پدرش مهندس معمار بود و زندگی نسبتاً راحتی داشتند. در کودکی به بیماری سل استخوانی مبتلا شد، این بیماری که تا ۲۰ سالگی همراه او بود وی را بسترنشین و تنها کرد. به همین خاطر تحصیلات منظمی نداشت ولی در عوض در بستر استراحت و بیماری بیشتر کتاب می‌خواند. او در سال ۱۹۴۱ با الزا مورانته ازدواج کرد که در سال ۱۹۶۲ از هم جدا شدند.